# Dino Segre
Dino Segrè, também conhecido pelo pseudônimo Pitigrilli (Turim, 9 de maio de 1893 — Turim, 8 de maio de 1975) foi um escritor italiano.

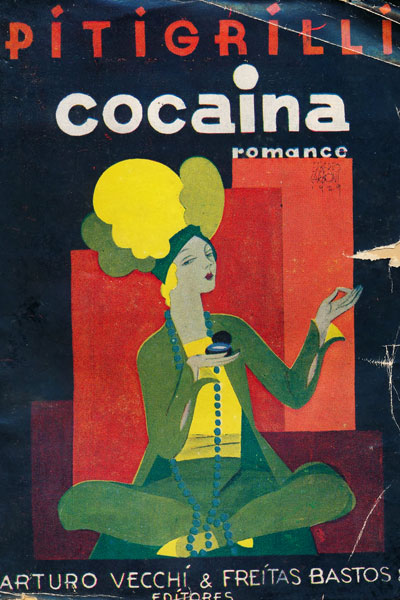
Cocaína (1921), Pitigrilli. Capa de uma edição brasileira publicada pela editora Vecchi, São Paulo, sem data.

Jornalista, trabalhou nos principais jornais de sua época, tecendo comentários ácidos e humorísticos sobre a sociedade e os costumes. Muito influenciado pelo existencialismo do fim da Segunda Guerra Mundial, seus personagens são homens e mulheres de ciência, lutando para se libertar em seus universos vazios de moral. Afirmava que adotou esse pseudônimo porque gostava de "colocar os pingos nos ii".
Algumas de suas obras são: Mamíferos de Luxo (1920), O Cinto de Castidade (1921), Cocaína (1921), Ultraje ao Pudor (1922), A Virgem de 18 Quilates (1924), O Experimento de Pott (1929), Os Vegetarianos do Amor (1931), Loura Dolicocéfala (1936), A Maravilhosa Aventura (1948), A Piscina de Siloé (1948), O Farmacêutico a Cavalo (1948), O Deslize do Moralista (1948), onde satirizou a moral da época em relação ao aborto, Moisés e o Cavaleiro Levi (1948) e Nossa Senhora de Miss Tif (1974), seu último livro.
Em Pitigrilli fala de Pitigrilli (1949), uma das últimas obras, mostra sua opção pelo espiritismo, ou, pelo menos, sua enorme curiosidade pelo lado oculto das religiões. Já estava em idade avançada e morava em Buenos Aires, Argentina, onde se refugiou.
A Casa Editora Vecchi detinha os direitos exclusivos de edição, em língua portuguesa.
Sua obra foi traduzida em 17 línguas. Influenciou alguns autores e pensadores italianos, argentinos e brasileiros, como Guido Gozzano, Flavio Bonfá, Chico Anysio e Julio Cortázar.

## Obras
- Il Natale di Lucillo e Saturnino, Sonzogno, Milano, 1915.
- Le vicende guerresche di Purillo Purilli bocciato in storia, Torino, Lattes, 1915.
- Amalia Guglielminetti, Milano, Modernissima, 1919.
- La balbuzie; Whisky e soda; Purificazione; Il cappello sul letto, Milano, Vitagliano, 1920
- Mammiferi di lusso, Milano, Sonzogno, 1920.
- Ingannami bene, Casa Editrice Italia, Milano, 1920.
- La cintura di castità, Milano, Sonzogno, 1921.
- Cocaina, Milano, Sonzogno, 1921.
- Oltraggio al pudore, Milano, Sonzogno, 1922.
- A virgem de 18 quilates - no original La Vergine a 18 carati, Milano, Sonzogno, 1924.
- Pitigrilli in tribunale col pittore Adolfo Magrini, il dott. Aristide Raimondi ed altri, imputati di oltraggio al pudore a mezzo della stampa, Napoli, Rocco, 1926.
- L'esperimento di Pott, Milano, Sonzogno, 1929.
- I vegetariani dell'amore, Milano, Sonzogno, 1931.
- Dolicocefala bionda, Milano, Sonzogno, 1936.
- Le amanti. La decadenza del paradosso, Torino, Edit. Associati-Tip. Salussolia, 1938.
- La meravigliosa avventura, Milano, Sonzogno, 1948.
- La piscina di Siloe, Milano, Sonzogno, 1948.
- Il farmacista a cavallo, Milano, Sonzogno, 1948.
- Saturno, Milano, Sonzogno, 1948.
- Mosè e il cavalier Levi, Milano, Sonzogno, 1948.
- Lezioni d'amore, Milano, Sonzogno, 1948.
- Confidenze (conferenza), Monza, Tipografia sociale, 1949.
- Pitigrilli parla di Pitigrilli, Milano, Sonzogno, 1949.
- Apollinaria. Poemetto. Seguito da cinque novelle, Milano, Sonzogno, 1950.
- L'ombelico di Adamo, Milano, Sonzogno, 1951.
- Peperoni dolci, Milano, Sonzogno, 1951.
- Il sesso degli angioli, Milano, Sonzogno, 1952.
- Dizionario antiballistico, Milano, Sonzogno, 1953.
- La moglie di Putifarre, Milano, Sonzogno, 1953.
- Gusto per il mistero, Milano, Sonzogno, 1954.
- Come quando fuori piove, Milano, Sonzogno, 1954.
- La danza degli scimpanzé, Milano, Sonzogno, 1955.
- L'«affaire Susanna» (Short stories e storie in shorts), Milano, Sonzogno, 1955.
- L'amore ha i giorni contati, Milano, Sonzogno, 1956.
- Il pollo non si mangia con le mani. Galateo moderno, Milano, Sonzogno, 1957.
- I figli deformano il ventre, Milano, Sonzogno, 1957.
- L'amore con la O maiuscola, Milano, Sonzogno, 1958.
- La Maledizione, Napoli, Rocco, 1958.
- Sacrosanto diritto di fregarsene, Milano, Sonzogno, 1959.
- Amore a prezzo fesso (Short stories e storie in short), Milano, Sonzogno, 1963.
- I pubblicani e le meretrici, Milano, Sonzogno, 1963.
- Lo specchio e l'enimma, Padova, EMP, 1964.
- I Kukukuku, Milano, Sonzogno, 1964.
- Odor di femmina, Milano, Sonzogno, 1964.
- Il dito nel ventilatore, Milano, Sonzogno, 1965.
- La donna di 30, 40, 50, 60 anni (Una croce sull'età), Milano, Sonzogno, 1967.
- La bella e i curculionidi, Milano, Sonzogno, 1967.
- Queste, coteste e quelle, Milano, Sonzogno, 1968.
- Amori express, Milano, Sonzogno, 1970.
- Sette delitti, Milano, Sonzogno, 1971.
- Nostra signora di MissTiff, Napoli, Marotta, 1974.

## Web
- Pitigrilli.org Gallery of books, pictures and quotes of Dino Segrè (1893-1975).